# Paul Landois
Paul Landois est auteur dramatique français né à Paris le 14 février 1696.
On ne possède que peu de renseignements sur la vie de cet écrivain considéré comme l’inventeur d’un genre théâtral intermédiaire, qu’il appela « tragédie bourgeoise », qui fut adopté par La Chaussée, Diderot, Beaumarchais et les dramaturges du XIXe siècle.
Il est l'auteur, entre autres de Silvie, en un acte et en prose, jouée par les acteurs de la Comédie-Française en 1741.
Il est également l’auteur, sous la signature de « R », des articles « peinture », « sculpture » et « gravure » de l’Encyclopédie de Diderot et D’Alembert.

## Sources
- Pierre Larousse, Grand Dictionnaire universel du XIXe siècle, vol. 10, Paris, Administration du grand Dictionnaire universel, p. 140.
- Romira Worvill, « Recherches sur Paul Landois, collaborateur de l’Encyclopédie », Recherches sur Diderot et sur l'Encyclopédie, 23, 1997, p. 127-140.